# Вежбиці-Ґузи
Вежбиці-Ґузи (пол. Wierzbice-Guzy) — село в Польщі, у гміні Яблонна-Ляцька Соколовського повіту Мазовецького воєводства.
Населення — 42 особи (2011).
У 1975-1998 роках село належало до Седлецького воєводства.

## Демографія
Демографічна структура станом на 31 березня 2011 року:
|          | Загалом | Допрацездатний вік | Працездатний вік | Постпрацездатний вік |
| -------- | ------- | ------------------ | ---------------- | -------------------- |
| Чоловіки | 22      | 6                  | 9                | 7                    |
| Жінки    | 20      | 4                  | 9                | 7                    |
| Разом    | 42      | 10                 | 18               | 14                   |